# Горонглаб
Горонгла́б (Гаранглаб до 1946, Дзвінкове до 1995) — село в Україні, у Берегівському районі Закарпатської області. 

## Географія
Село розташоване за 27 км на північному заході від райцентру. Через село пролягає автошлях Т 0707. Поблизу села розташований пункт пропуску Дзвінкове на кордоні з Угорщиною. З угорського боку знаходиться пункт пропуску «Лонья», медьє Саболч-Сатмар-Береґ, на автошляху місцевого значення у напрямку Ньїредьгаза.

## Історія
Село засноване в XIV ст.,  принаймні, тоді воно вперше згадується в грамотах. Назва села буквально, у перекладі з угорської, означає «дзвіниця», через наявність в селі в минулому  каплиці чи дзвіниці. З  моменту заснування села ним володіла родина Лоняї. Разом із нею населення села в 1550 р. перейшло з католицької віри в реформатську. З 1795 р. велася метрична книга села. В 2001 р. село сильно постраждало під час повені.
За часів панування Габсбургів село мало власну символіку. Так, на печатці громади Горонглаб 1844 р. виступав малюнок рибалки з сіткою, що стоїть на березі річки; у затвердженому Міністерством внутрішніх справ Угорщини 1904 р. гербі селища повторювалось те саме зображення, вміщене на блакитному геральдичному щиті.
1946 року село Гаранглаб перейменовано на Дзвінке. З 1995 році село має угорську назву Горонглаб.

## Релігія
Власна реформатська церква була збудована в 1993 р., витримана в класичному стилі. Старовинну дерев'яну церкву на початку дев'яностих років минулого століття було знесено паводком. Цікаво, що в давні часи ту церкву під час  повеней перевозили на небезпечне місце на колесах. Останнє колесо ще довгий час зберігалось, за припущенням, воно може бути схованим під кафедрою в новій церкві.  
Невелика православна громада села також збудувала собі храм.
Українська частина села заснована за часів Чехословаччини в 1930-х роках вихідцями з Хустського та інших верховинських районів. У кінці 1930-х люди зібрали матеріал на спорудження церкви, але перешкодив прихід радянської влади.
У 1960-х роках заклали фундамент під церкву, але знову не встигли з будівництвом – влада примусила розбити «незаконний» фундамент.
Ділянку для теперішньої церкви виділив місцевий колгосп. Проект підготував берегівський архітектор Олег Книш, а будівництво цегляної споруди очолив місцевий майстер Василь Керита. Багато зусиль доклали Павло Готько, Іван Сусік, Петро Зеленко, Іван Рябошапка. Іконостас перенесли з розібраної дерев’яної церкви у Бадові, а верхню частину доробив Йосип Барна. Місцевий художник Василь Шпилька розмалював інтер’єр та виконав начерк завершення іконостаса. Плащаницю та велику ікону св. Петра і Павла над входом до церкви намалювала ужгородська художниця Наталія Сима.
15 жовтня 2023 року релігійна громада Святих Петра і Павла на зборах ухвалила рішення про вихід з Мукачівської єпархії УПЦ МП та приєдналася до Закарпатської єпархії ПЦУ.

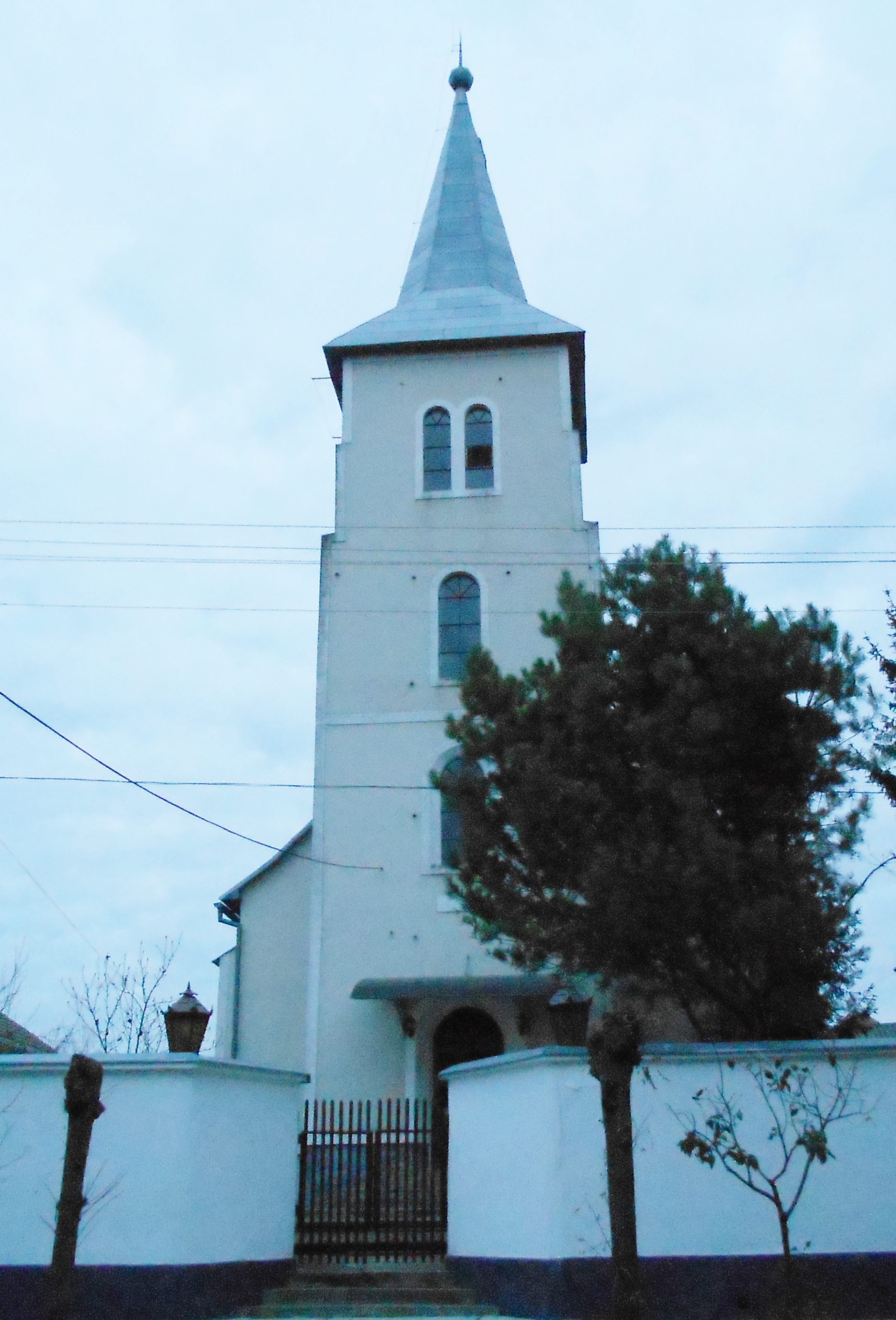
Реформатська церква.
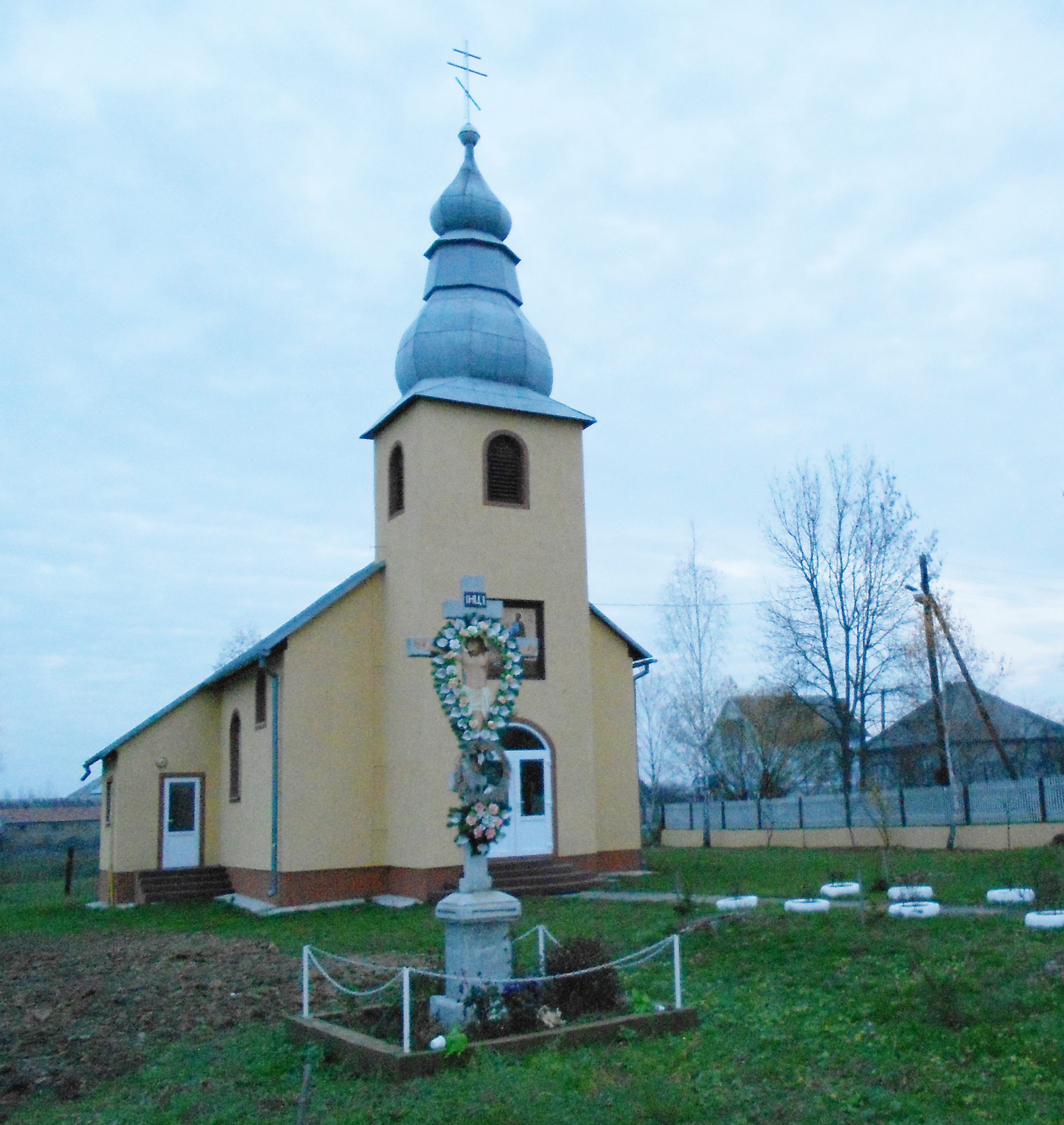
Церква святих Петра і Павла (ПЦУ).

## Населення

### Мова
Розподіл населення за рідною мовою за даними перепису 2001 року:
| Мова       | Кількість | Відсоток |
| ---------- | --------- | -------- |
| угорська   | 630       | 79.05%   |
| українська | 158       | 19.82%   |
| російська  | 9         | 1.13%    |
| Усього     | 797       | 100%     |

## Туристичні місця
- Церква святих Петра і Павла. 1993  р.
- Реформатська церква. 1993 р.
- Прикордонна зона